# San Antonio Buenavista, Amatenango del Valle
San Antonio Buenavista är en ort i Mexiko.   Den ligger i kommunen Amatenango del Valle och delstaten Chiapas, i den sydöstra delen av landet, 800 km öster om huvudstaden Mexico City. San Antonio Buenavista ligger 2 282 meter över havet och antalet invånare är 104.
Terrängen runt San Antonio Buenavista är kuperad. Runt San Antonio Buenavista är det ganska tätbefolkat, med 100 invånare per kvadratkilometer. Närmaste större samhälle är Amatenango del Valle, 9,7 km väster om San Antonio Buenavista. I omgivningarna runt San Antonio Buenavista växer huvudsakligen savannskog.